# Nora Bernard
Pour les articles homonymes, voir Bernard.
Nora Bernard, née le 22 septembre 1935 et morte le 26 décembre 2007, est une militante micmac canadienne qui cherchait une indemnisation pour les survivants du système des pensionnats indiens du Canada. Elle est directement responsable pour la Convention de règlement relative aux pensionnats, le plus grand recours collectif de l'histoire du Canada, représentant environ 79 000 survivants ; le gouvernement canadien règle l'action en justice en 2005 pour plus de 5 milliards de dollars canadiens.

## Biographie

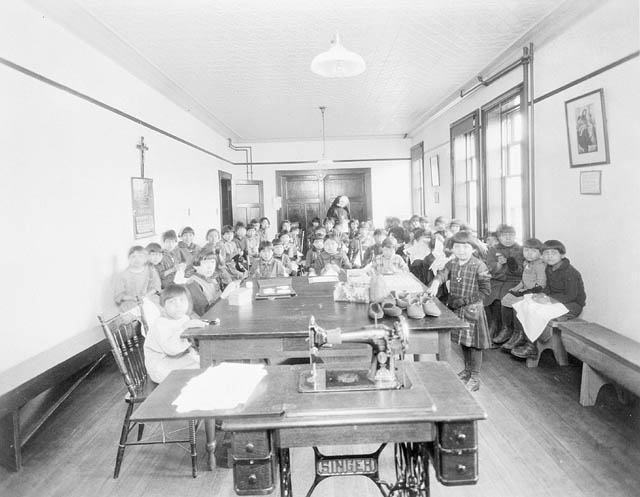
Une classe de fillettes micmaques au pensionnat indien de Shubenacadie, Nouvelle-Écosse, en 1929.

En 1945, alors que Nora Bernard a neuf ans, sa mère est informée du fait que si elle ne signe pas les formulaires de consentement pour envoyer ses enfants dans un pensionnat, le système de protection de l'enfance placera ses enfants en « garde protectrice » ; en conséquence, Nora Bernard fréquente le Pensionnat indien de Shubenacadie (en) pendant cinq ans. 

## Mariage et vie familiale
En 1955, elle a épousé un homme non-Autochtone et par conséquent a perdu son statut juridique en vertu de la Loi sur les Indiens ; l'article concernant la Loi sur les Indiens est abrogé en 1985, mais cela ne conduit pas automatiquement à sa réintégration en tant que membre. et ce n'est qu'en mars 2007 qu'elle est réintégrée dans la Première Nation de Millbrook (en).

## Militantisme
À la fin des années 1980, Nora Bernard se lance à la recherche d’autres survivants de l’école de Shubénacadie. En 1995, elle fonde une organisation pour représenter les survivants de cette école ; elle convainc par la suite l'avocat d'Halifax, John McKiggan, de représenter les survivants de Shubénacadie dans le cadre d'un recours collectif. Après que la poursuite contre Shubénacadie soit devenue publique, de nombreuses autres associations de survivants à travers le Canada intentent des poursuites similaires ; celles-ci sont finalement fusionnées en un seul procès national. Selon les mots de McKiggan, « (…) sans les efforts de Nora et d'autres survivants comme elle à travers le Canada, ce règlement national n'aurait jamais eu lieu. (...) Après que nous ayons intenté notre poursuite, un certain nombre d'étudiants d'autres écoles ont déposé des recours collectifs similaires ».

En 2005, elle témoigne devant la Chambre des communes du Canada au sujet des mauvais traitements subis par les enfants dans les pensionnats :
« Les sévices sexuels et physiques ne sont pas les seuls sévices dont les survivants ont été victimes dans ces établissements (…) Les sévices comprenaient des choses comme le fait d’être incarcérés sans que ce soit leur faute ; l’introduction du travail des enfants ; le refus de nourriture, de vêtements, et d'une éducation convenable ; la perte de la langue et de la culture ; et l’absence de soins médicaux appropriés. »

## Décès
Le 27 décembre 2007, Nora Bernard est retrouvée morte chez elle à Truro, en Nouvelle-Écosse ; même si on pense initialement qu'elle est décédée de cause naturelle, le 31 décembre, la police arrête son petit-fils James Douglas Gloade et l'accuse de son meurtre. Il a poignardé sa grand-mère à mort après qu'elle a refusé de lui donner de l'argent pour acheter de la drogue,,. Le 23 janvier 2009, Gloade est reconnu coupable d'homicide involontaire et condamné à 15 ans de prison. Il est libéré dans une maison de transition en 2018, mais ne respecte pas les conditions de sa libération et est repris par la police. Il est de nouveau libéré dans une maison de transition en 2021.

## Contribution et distinction
En 2008, Nora Bernard reçoit à titre posthume l'Ordre de la Nouvelle-Écosse (en).
En décembre 2022, le conseil régional d'Halifax a voté pour renommer la rue Cornwallis, dans le nord de la ville, en l'honneur de Nora Bernard. Le New Horizons Baptist Church (en) et le Centre d'amitié autochtone mi'kmaw voisins avaient déjà demandé au conseil de renommer la rue, en hommage à Edward Cornwallis, un gouverneur britannique qui cherchait à chasser les Micmac de la péninsule de la Nouvelle-Écosse et proclamait qu'une prime serait payée pour les scalps des Micmacs. Le conseil d'Halifax a convoqu un comité spécial pour donner son avis sur la question des biens municipaux commémorant Cornwallis. Le groupe de travail a recommandé de renommer la rue. La « rue Nora Bernard » est arrivée en tête d'un sondage public sur les nouveaux noms de rues potentiels. Le nouveau nom est entré en vigueur le 30 octobre, 2023.

### Voir également
- Journée du patrimoine de la Nouvelle-Écosse